# Jezioro Zgniłe (Kaczeniec)
Jezioro Zgniłe – jezioro w woj. wielkopolskim, w powiecie czarnkowsko-trzcianeckim, w gminie Drawsko, leżące na terenie Kotlina Gorzowska, w pobliżu leśniczówki Kaczeniec

## Dane morfometryczne
Powierzchnia zwierciadła wody wynosi od 2,02 ha (lustra wody) od 3,22 ha (ogólna).
Zwierciadło wody położone jest na wysokości 49,1 m n.p.m.

## Hydronimia
Według urzędowego spisu opracowanego przez Komisję Nazw Miejscowości i Obiektów Fizjograficznych (KNMiOF) nazwa tego jeziora to Jezioro Zgniłe. Państwowy rejestr nazw geograficznych jako nazwę główną zestandaryzowaną podaje Jezioro Zgniłe.
Około 1 km na północny wschód, bliżej wsi Piłka. znajduje się drugie jezioro o takiej samej nazwie – Jezioro Zgniłe.